# Maagd der Armenkerk (Queue-du-Bois)

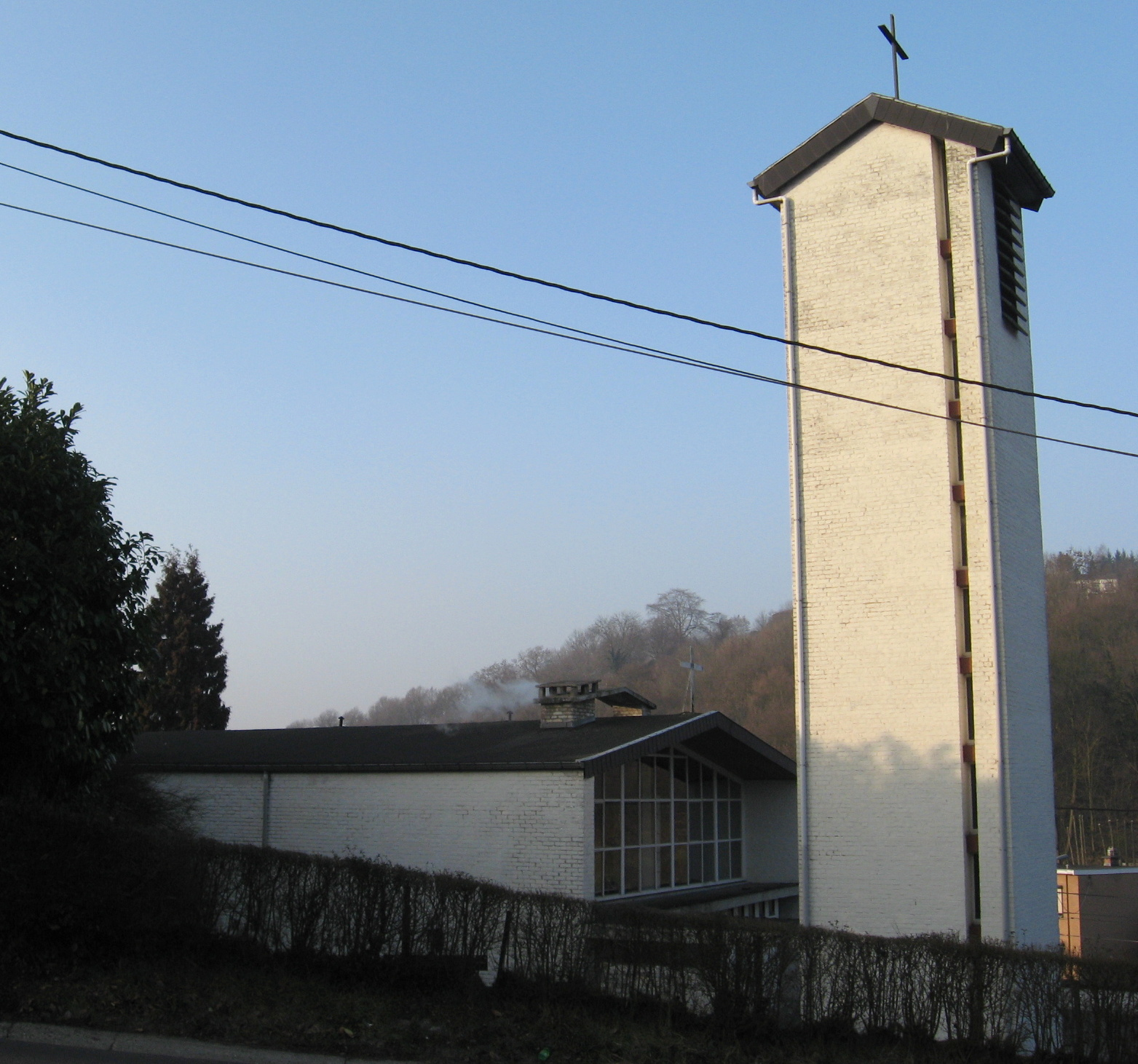
Maagd der Armenkerk

De Maagd der Armenkerk (Église de la Vierge des Pauvres) is de parochiekerk van het tot de Belgische gemeente Beyne-Heusay behorende dorp Moulins-sous-Fléron, gelegen aan de Rue Vieux Chemin de Jupille.
Deze kerk in modernistische stijl is gebouwd in 1961 naar ontwerp van P. Demarche.
Het is een bakstenen zaalkerk met losstaande klokkentoren rechthoekige klokkentoren welke gedekt is door een zadeldak. Kerk en klokkentoren zijn wit van kleur.